# Třináct kolonií
Třináct kolonií (anglicky Thirteen Colonies) bylo součástí britské Severní Ameriky do Pařížské smlouvy z roku 1783, kterou Velká Británie uznala nezávislost USA. Britské kolonie v roce 1775 povstaly proti britské koloniální správě během americké revoluce. Třináct kolonií vyhlásilo 4. července 1776 nezávislost a stalo se původními třinácti zakládajícími státy USA.

## Zakládající státy
Z třinácti původních britských kolonií časem vzniklo osmnáct současných států Unie.

Časová osa přistoupení států.

Zakládajícími třinácti státy byly dle chronologického pořadí:

- Delaware
- Pensylvánie
- New Jersey
- Georgie
- Connecticut
- Massachusetts
- Maryland
- Jižní Karolína
- New Hampshire
- Virginie
- New York
- Severní Karolína
- Rhode Island

Dříve bylo součástí zakládajících států i území dnešních států Unie:

- Vermont, sporné území mezi státy New Hampshire a New Yorkem, které bylo v letech 1777 až 1791 nezávislou republikou
- Kentucky, do roku 1792 část Virginie
- Tennessee, do roku 1796 část Severní Karolíny
- Maine, do roku 1820 část Massachusetts
- Západní Virginie, do roku 1863 část Virginie